# Незабитаускис, Киприонас
Киприонас Юозапас Незабитаускис-Забитис (Киприан Незабитовский; лит. Kiprijonas Juozapas Nezabitauskis-Zabitis, пол. Cyprian Józef Niezabitowski; 12 сентября 1779, дер. Байдотай на северо-западе Литвы, ныне в Скуодасском районе — 10 июля 1837, Нанси, Франция) — литовский католический священник, поэт, переводчик, общественный деятель; старший брат литовского библиографа, литературоведа, историка Каетонаса Рокаса Незабитаускиса-Забитиса.

## Биография
В 1792—1795 годах учился в Главной школе Великого княжества Литовского, после разделов Речи Посполитой переименованной в Главную виленскую школу. В 1803 году окончил Ворненскую духовную семинарию и посвящён в сан священника. Был священником в Ворнях, Юрбурге, с 1815 года — в Велюоне. Поддерживал восстание 1830—1831 годов. Угроза ареста вынудила выбраться в Пруссию; был заочно приговорён к смертной казни. Жил в Тильзите, с 1835 года обосновался во Франции. Был заведующим школы для детей польских эмигрантов в Нанси и преподавал в ней. 

## Творчество
Киприонас Юозапас Незабитаускис-Забитис — зачинатель литовской политической и философской поэзии. Девятнадцать его произведений эпического характера (боевые марши, басни, политические памфлеты, исторические описания, элегические стихотворения, плачи, переработка баллады Сильвестраса Теофилиса Валюнаса о Бируте) составили стихотворный сборник „Eiliavimas liežuvyje lietuviškai-žemaitiškame“, посвящённый Адаму Мицкевичу. Написанный в 1835 году, сборник был издан только в 1931 году. В произведениях сборника выражены гуманизм и вера в идеи христианского социализма, настроение революционной романтики. 
Подготовил дополнения к грамматике литовского языка Александраса Буткявичюса (1811—1823). Перевёл брошюру польского натуралиста Яна Кшиштофа Клюка для пчеловодов „Surinkimas dasekimu par mōkitus žmonis senowies amžiosi tikrai daritu apey bites“ (Вильно, 1823), отрывок из сочинения Фелисите Робера де Ламенне «Слова верующего» (около 1835), отрывок «Литании пилигрима» Адама Мицкевича (около 1836).